# 5484 Inoda
5484 Inoda è un asteroide della fascia principale del diametro medio di circa 12,32 km. Scoperto nel 1990, presenta un'orbita caratterizzata da un semiasse maggiore pari a 2,4122145 UA e da un'eccentricità di 0,1449315, inclinata di 12,60036° rispetto all'eclittica.
L'asteroide è dedicato all'astronomo giapponese Shigeru Inoda.